# Jan XXIII.
Svatý Jan XXIII., vlastním jménem Angelo Giuseppe Roncalli (25. listopadu 1881 Sotto il Monte – 3. června 1963 Vatikán), byl 261. papežem katolické církve (1958–1963). Mezi nejdůležitější činy jeho pontifikátu náleží svolání druhého vatikánského koncilu a vydání encykliky Pacem in terris, které mu ve spojení s diplomatickými aktivitami přineslo přezdívku papež míru. Dne 27. dubna 2014 byl papežem Františkem prohlášen za svatého.

## Mládí a kariéra

Znak kardinála Roncalliho

Narodil se jako prvorozený syn a čtvrté ze čtrnácti děti chudého pachtýře Giovanniho Battisty Roncalliho a jeho ženy Marianny Giulie, rozené Mazzolla. Na kněze byl vysvěcen v roce 1905. V roce 1915 byl odveden do italské armády jako ošetřovatel a kaplan s hodností seržanta. V roce 1921 jej papež Benedikt XV. jmenoval předsedou Společnosti pro šíření víry.
V roce 1925 ho papež Pius XI. vysvětil na biskupa, jmenoval titulárním biskupem aeropolským (jako biskupské heslo si Roncalli zvolil Oboedientia et pax – Poslušnost a mír) a vyslal jej jako apoštolského visitátora do Bulharska. Zde se projevilo jeho diplomatické nadání a schopnosti. V letech 1935–1944 zastával post apoštolského delegáta v Turecku a Řecku.
V září 1929 se zúčastnil velkolepých oslav Svatováclavského milénia v tehdejším Československu.
Během 2. světové války vyvinul velké úsilí na pomoc lidem postiženým válkou. Vyjednal se západními spojenci přísun humanitární pomoci (léky a potraviny) pro Němci okupované Řecko.[zdroj?] S neoficiální pomocí německého velvyslance v Turecku Papena dokázal zabránit Turkům ve vydání několika set židovských uprchlíků zpět do Německa.[zdroj?]
V roce 1944 ho papež Pius XII. jmenoval apoštolským nunciem v Paříži, jejíž nová vláda byla antiklerikální. Brzy se mu podařilo napjaté vztahy normalizovat a zredukovat požadavky vlády na odvolání 33 údajně kolaborujích biskupů a arcibiskupů na 3 skutečně kolaborující.
Během svého pobytu ve Francii byl jmenován kardinálem. Krátce poté se stal patriarchou benátským.
Dne 28. října 1958 jej konkláve kardinálů nečekaně zvolilo nástupcem po papeži Piu XII. Předpokládalo se, že vzhledem k vysokému věku a chatrnému zdraví bude papežem spíše přechodným. Zvolil si jméno Jan XXIII. (Jméno Jan bylo naposledy použito v 15. století jedním ze vzdoropapežů (Baldassare Cosa – Jan XXIII., na něhož se nebere při číslování zřetel). Fakt, že přes 500 let žádný papež nepřijal jméno Jan, je pravděpodobně důsledkem kontroverzních činů a úlohy tohoto vzdoropapeže. Rozhodnutí papeže Jana XXIII. nepřijmout jméno Jan XXIV. je chápáno jako potvrzení toho, že Baldassare Cossa nebyl právoplatným papežem. Jan XXIII. si údajně zvolil jméno Jan mimo jiné i proto, aby je po 500 letech očistil.

## Papež

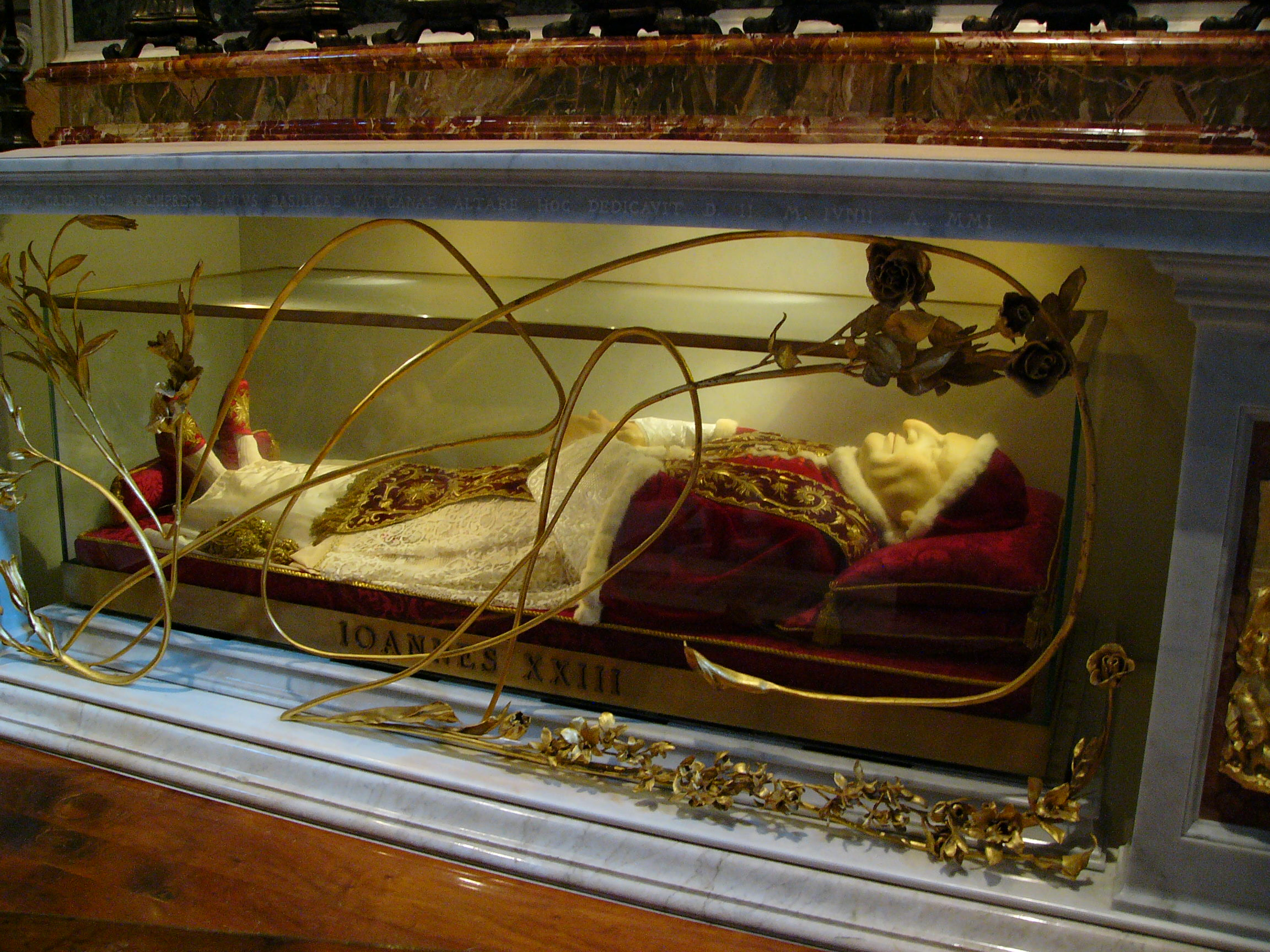
Tělo papeže v svatopetrské bazilice v Římě

Jan XXIII. se ukázal být radikálně jiný než jeho předchůdci. Byl známý svým smyslem pro humor, nekonvenčností a zanedbáváním protokolu a bezpečnostních opatření. Proslavené jsou jeho návštěvy věznic a tajné výlety mimo Vatikán, které přinášely starosti veliteli jeho osobní gardy.
Jan XXIII. omezil konfrontační antikomunistický kurs svých předchůdců a navázal na jejich úsilí v boji za mír ve světě a v oblasti ekumenismu. Omezil mnoho ceremoniálních zvyklostí a zrušil několik set let platnou kvótu omezující počet kardinálů na 70. Svolal druhý vatikánský koncil, který měl přiblížit katolickou církev modernímu světu, a jeho první polovině předsedal. V jeho průběhu zemřel na rakovinu žaludku.
Blízkým spolupracovníkem papeže byl biskup Loris Francesco Capovilla.

## Blahořečení a svatořečení
Papež Jan Pavel II. roku 2000 prohlásil Jana XXIII. za blahoslaveného. Papež František 5. července 2013 přijal návrh Kongregace pro svatořečení, aby byl Jan XXIII. svatořečen, a přiklonil se k názoru, že ke kanonizaci postačí jeden zázrak, který byl uznán při procesu blahořečení. Prohlášen za svatého byl papežem Františkem společně s Janem Pavlem II. dne 27. dubna 2014 za účasti emeritního papeže Benedikta XVI.

## Encykliky
- Ad Petri cathedram (1959)
- Mater et Magistra (1961)[3]
- Aeterna Dei sapientia (1961)
- Pacem in terris (1963)[4]